# Günter Wewel
Günter Wewel (né le 29 novembre 1934 à Arnsberg et mort le 9 mai 2023 dans la même ville) est un chanteur d’opéra allemand (timbre de voix « basse ») et un animateur.

## Biographie
Après ses études, Günter Wewel a d’abord suivi une formation de fonctionnaire auprès de la Bundesbahn. Il a ensuite étudié le chant lyrique au conservatoire de musique de Dortmund. Après avoir obtenu son diplôme, il participe à plus de 80 productions d’opéra, dont le rôle de Sarastro dans La Flûte enchantée de Mozart ou celui de Daland dans Le Vaisseau fantôme de Wagner. Au milieu des années 1980, il participe à une prise de vue globale du Théâtre d’État sarrois Saarbrücken von Tannhaus et à la guerre des chanteurs à Wartburg dans la partie du comte Hermann. En 1989, il devient huissier de justice.
De 1989 à 2007, Günter Wewel est l’animateur de l’émission musicale de divertissement Kein schöner Land pour la télévision. La série d'émissions produite par la Saarlische Rundfunk (plus de 150 émissions) s’est déroulée à intervalles irréguliers. Günter Wewel y présentait ses invités de différentes régions d’Europe. La partie musicale de l’émission traitait du folklore typique du pays à la musique classique légère, en passant par la musique populaire. Wewel lui-même apportait régulièrement des chansons.
En plus de son titre d’opéra, il a également enregistré de nombreuses chansons populaires et titres populaires. Gisela Wewel, sa femme, est décédée le 20 septembre 2014 à l’âge de 76 ans.

## Distinctions et décorations
- 1992 :  Chevalier  de l'ordre du Mérite de la République fédérale d'Allemagne
- 1992 : Médaille Hermann-Löns en or
- 1996 : Ordre du Mérite du Land de Rhénanie-du-Nord-Westphalie
- 1999 : Goldene Europa
- 1999 : Anneau d’honneur de sa ville d’Arnsberg[2]

## Titres populaires
- 1979 : Ihr mögt den Rhein (Westfalenlied)
- 1987 : Alle Tage ist kein Sonntag
- 1987 : Müde kehrt ein Wandersmann zurück
- 1992 : Die wilde Jagd
- 1994 : Es dunkelt schon in der Heide
- 1998 : Auf auf, zum fröhlichen Jagen

## Albums (sélection)
- 1980 : Wo man Bier trinkt – Lieder zum fröhlichen Umtrunk
- 1982 : Gasparone
- 1989 : Ein russisches Märchen – Die schönsten russischen Volkslieder
- 1994 : Kein schöner Land
- 1998 : Jagd- und Waldlieder
- 1998 : Wer die Heimat liebt – Die schönsten Heimatlieder Deutschlands[3]